# 竹内太郎 (俳優)
竹内 太郎（たけうち たろう、1990年4月8日 - ）は、日本の実業家、元俳優、タレント。
natural tech株式会社・代表取締役CEO。
東京都出身。慶應義塾大学法学部政治学科卒業。身長174cm。

## 略歴・人物
祖父は作家の清水一行、叔父は自動車評論家の清水草一、姉はフリーアナウンサー（元テレビ朝日アナウンサー）の竹内由恵。小学校の6年間をニューヨークで過ごし、中学時代は日本で、高校時代はチューリッヒとロンドンで過ごす。高校3年生のときに日本に戻り、スカウトされ芸能界入りする。
2010年にテレビドラマ『チーム・バチスタ2 ジェネラル・ルージュの凱旋』でデビュー。デビュー時はスターダストプロモーション（芸能6部）に所属していた。
2012年から2014年の間、ホリ・エージェンシーに所属する。2014年、映画『百瀬、こっちを向いて。』にて主人公の相手役を務める。
趣味は音楽鑑賞、特技はサッカー・テニス。英検1級、漢検2級の資格を持つ。
2012年9月25日、姉が勤務していたテレビ朝日系列のテレビドラマ・映画の出演はないものの、『中居正広の怪しい噂の集まる図書館』で姉と共演した。
2014年4月に芸能界を引退。
ディー・エヌ・エーやP&Gジャパンを経てnatural tech株式会社を創業。

## 出演

### テレビドラマ
- チーム・バチスタ2 ジェネラル・ルージュの凱旋（2010年4月6日 - 6月22日、関西テレビ・フジテレビ系） - 浅野和彦 役
  - チーム・バチスタSP2011〜さらばジェネラル!天才救命医は愛する人を救えるか〜（2011年1月2日）
- 土曜ドラマスペシャル 蝶々さん～最後の武士の娘～ 後編（2011年11月26日、NHK総合） - 学生 役
- 理想の息子 第1話（2012年1月14日、日本テレビ）
- 牙狼-GARO- -魔戒ノ花- 第11話（2014年6月14日、テレビ東京） - スズキ 役

### バラエティ
- 楽ごはん（2011年4月 - 2012年3月、NHKワンセグ2） - メインMC[5]

### 映画
- 東京難民（2014年2月22日、ファントム・フィルム）
- 百瀬、こっちを向いて。（2014年5月10日、スールキートス） - 主演・相原ノボル（15歳） 役

### 劇場アニメ
- おおかみこどもの雨と雪（2012年7月21日、東宝） - 韮崎の旦那さんの息子（孫） 役

### CM
- カルビー 堅あげポテト「キズナの名言」編（2011年）
- ほっともっと「みんなの定番 デラックス弁当」「スペシャルステーキ弁当」（2012年）

### MV
- Love「わたしあうもの」（2010年3月10日）
- PointFive(.5)「Select me」（2010年11月10日）
- PointFive(.5)「キミリフレクション」（2011年8月31日）
- GReeeeN「雪の音」（2012年12月19日）

### モデル
- 学生服「KURI-ORI」カタログモデル（2011年）